# 君が衛生兵で歩兵が俺で
『君が衛生兵で歩兵が俺で』（きみがナースでほへいがおれで）は、篠山半太による日本のライトノベル。イラストは西出ケンゴローが担当している。単行本はスマッシュ文庫（PHP研究所）より2012年6月に発売されている。

## あらすじ
神奈川県横須賀市にある陸上自衛隊武山高等学校に通う二年生・大嶽隼人は、演習中に絡まれていたミス武山高の同級生・磯鷲音矢を守り、二人は腐れ縁となる。その後二人は、変わることのなく移り行く日々は過ごしていたが、3年生への進級が行われようしていた時、テロリストによって政府首脳が暗殺され、武山高校長を兼務する元自衛官の女性防衛大臣・繭川巴が首相代理となる大事件が起きた。繭川は、自衛隊の国軍化と集団的自衛権の容認を掲げた政変を開始する。事実上の戒厳令である治安出動が発令され、武山高生徒隊もまたその任につくこととなる。

## 登場人物
階級は全て、物語開始時のもの。
大嶽 隼人（おおたけ はやと）
陸上自衛隊武山高校の二年生で本作の主人公。1等陸士。普通科。
幼少の頃に殉職した父も自衛官であった。中学生のときに母を失う。その際に父の同僚だった篠山に会い、父の背中を追って武山高入りを決意する。
磯鷲 音矢（いそわし おとや）
陸上自衛隊武山高校二年生で本作のメインヒロイン。1等陸士。衛生科。
自衛隊法の特例により、准看護師免許持ち（現実の一般隊員の場合、技術陸曹（3等陸曹）に補職されうる）。
作品冒頭では眼鏡をかけているが、作中の事情によりコンタクトに変更。
構想段階の名前は山口音矢。
倉木 真人（くらき まさと）
陸上自衛隊武山高校二年生で主人公の良き同僚。1等陸士。普通科。
学年は同じであるが、一般の高校で1年過ごしていたため年齢は1つ上。某防衛産業大手企業の御曹司であり、防衛の現場を知るために入学した。
繭川 巴（まゆかわ ともえ）
防衛大臣、兼陸上自衛隊武山高校校長。本作のサブヒロイン。三十代前半のクールビューティー。内閣総理大臣臨時代理第二順位。
東北大学法学部を卒業し、幹部候補生として入隊した元自衛官であるが、現在は除隊した文民であり、衆院議員。連立与党のトップを務めている。
自衛官時代に公民の教師として文部科学省に出向しており、教育者としての一面も併せ持っている。
篠山 半太（しのやま はんた）
自衛官、陸上自衛隊武山高校区隊長（大嶽と倉木の区隊）。著者とは同姓同名の別人。2等陸尉。職種不明。

## 既刊一覧
- 篠山半太（著） / 西出ケンゴロー（イラスト） 『君が衛生兵で歩兵が俺で』 PHP研究所〈スマッシュ文庫〉、2012年6月22日発売[3]、ISBN 978-4-569-67846-7